# 濱松町站

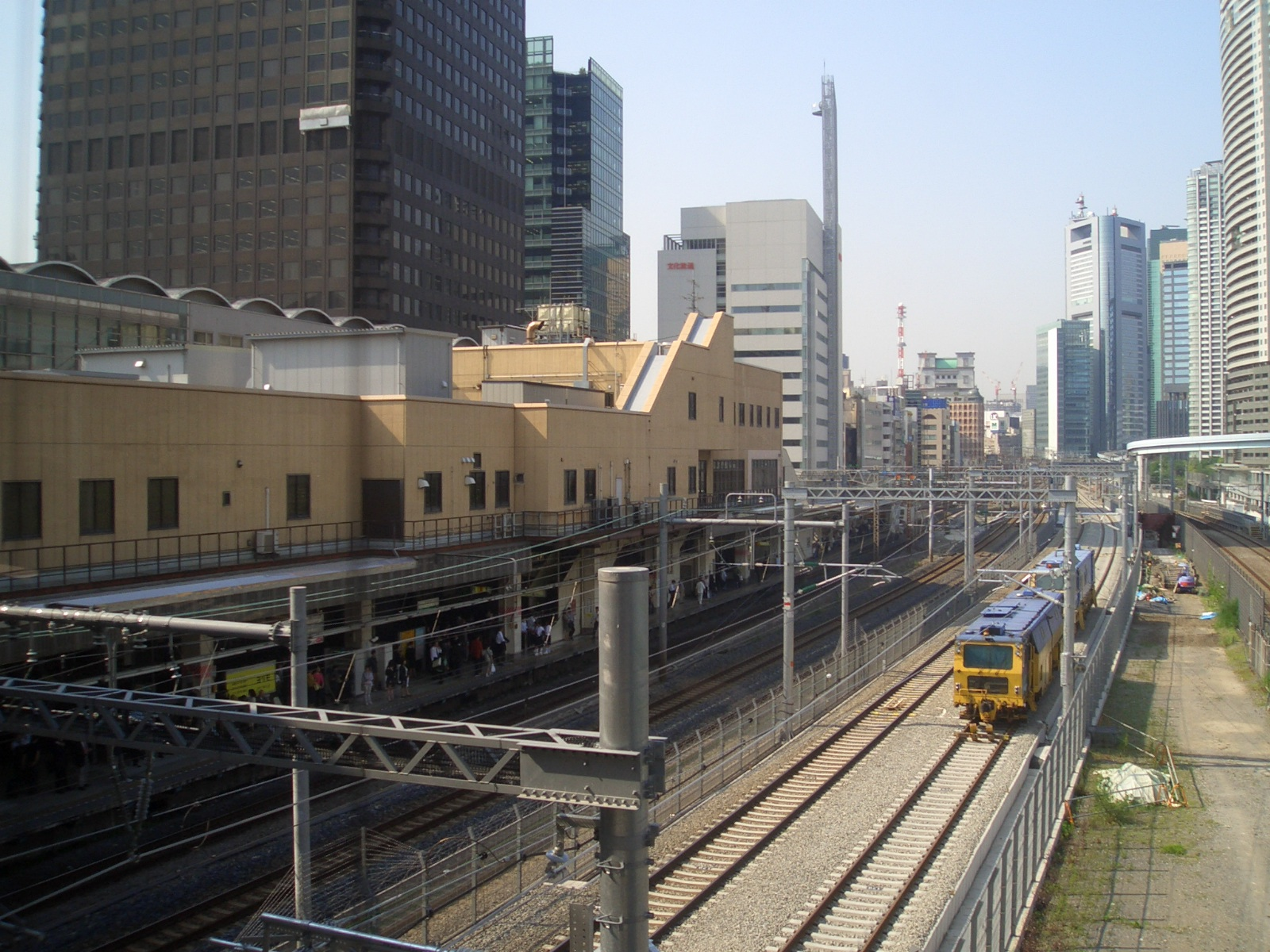
濱松町站房大樓（2006年5月）

濱松町站（日语：／ Hamamatsuchō eki */?）是位於日本東京都港區，屬於東日本旅客鐵道（JR東日本）、東京單軌電車的鐵路車站。但是東京單軌電車正式站名是「單軌電車濱松町站」。
JR東日本站區的所在地是海岸一丁目，東京單軌電車站區是濱松町二丁目。

## 停站路線
此站有JR東日本的各線（後述）與東京單軌電車的東京單軌電車羽田機場線停靠。另外，JR東日本車站的3字母簡寫為「 HMC 」。
- JR東日本：各線（後述）
- 東京單軌電車： 東京單軌電車羽田機場線 - 車站編號「MO 01」

JR東日本車站停靠的路線在軌道名稱上稱為東海道本線（詳情參見路線條目與鐵道路線的名稱），運轉系統則分為行駛電車線的京濱東北線列車與山手線列車，因此旅客資訊不使用「東海道（本）線」。另外，此站是往東京貨運站方向的東海道本線支線（東海道貨物線）的起點站，但是現在此站－東京貨運站之間停駛。
- 京濱東北線：行走電車線的東海道本線、東北本線近距離列車。經橫濱站直通運行至根岸線。 - 車站編號「JK 23」
- 山手線：行走電車線的環狀路線 - 車站編號「JY 28」

依據特定都區市內制度，本站屬於「東京都區內」與「東京山手線內」。

## 历史
本站一帶是自日本鐵路通車時就有列車運行，然而當時未在本地設站。之後，國有鐵道東海道本線品川 - 烏森（之後的新橋站）開通的1909年（明治42年）12月16日開設本站。鐵道通車當時的新橋站是之後的貨物站汐留站，而擁有東京往北鐵道網的日本鐵道，其總站上野站與此地之間尚未連通。對此，本站附近開始建設從舊線分岐的高架橋。當時的舊新橋站是東海道本線的起點，本站是東海道本線支線上的車站。本站開業時僅停靠山手線電車，月台採島式月台1面2線構造。車站東側是竹芝與芝浦等東京港棧橋，因此成為往伊豆七島航線的入口站。
1914年（大正3年）12月20日，東京站開業，以東京站為起點的市區高架線命名為東海道本線。本站也成為東海道本線的車站。東海道本線開始行駛長距離列車時，由於本站沒有長距離列車使用的月台，所以只能停靠近距離電車。配合東京站開業，京濱線電車（之後的京濱東北線）開始運轉，並停靠本站。
山手線與京濱東北線在田町 - 田端之間共用同一線路，然而隨著旅客的增加，開始進行線路增設與分離工程，並於1956年（昭和31年）11月19日正式啟用。從此，本站JR月台改成現在的島式月台2面4線構造。
1964年（昭和39年）9月17日，東京單軌電車在此設站，成為機場接駁總站。2000年（平成12年）12月12日，附近的都營地下鐵大江戶線大門站開業。
過去東海道新幹線靠海側有前往東京貨運站的貨物線（通稱大汐線），但因應都營地下鐵大江戶線工程而停駛。另外，1990年至1998年的旅遊季，貨物線上會開設特設月台發出往九州與北海道方向的人車同行列車。

### 年表
- 1909年（明治42年）12月16日：鐵道院東海道本線品川－烏森間開通，濱松町站開業。
- 1914年（大正3年）12月20日：京濱線電車（現在京濱東北線）開始運轉。
- 1949年（昭和24年）6月1日：日本國有鐵道成立。
- 1956年（昭和31年）11月19日：京濱東北線與山手線分離運行。
- 1964年（昭和39年）
  - 9月17日：單軌電車濱松町站開業[5][6]。
  - 10月1日：都營地下鐵淺草線大門站開業，開始轉乘業務。
- 1965年（昭和40年）11月：東京單軌電車獨自出資建設的國鐵南口剪票口與國鐵單軌連絡天橋啟用[7]。
- 1968年（昭和43年）10月1日：國鐵車站停止貨運業務。

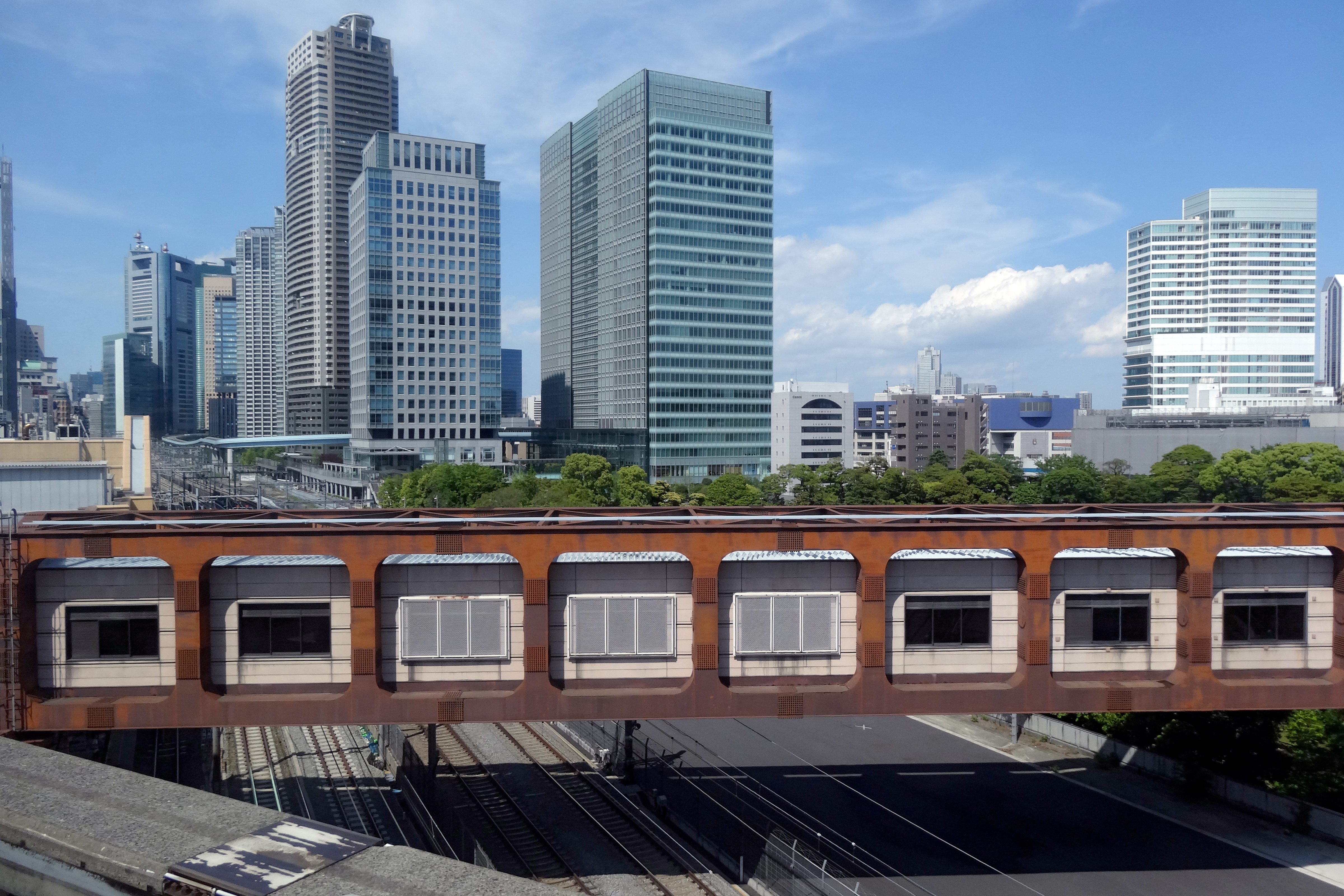
濱松町站內跨線天橋

- 1974年（昭和49年）9月：單軌電車月台有效長度延長至現行的90公尺[8]。
- 1984年（昭和59年）
  - 3月：國鐵濱松町站的跨站式站房完工[9]。
  - 4月21日：單軌電車濱松町站改建工程完工，新設電扶梯與階梯[10]。
- 1985年（昭和60年）前年竣工的濱松町站內跨線天橋獲得土木學會田中賞（日语：土木学会田中賞）。
- 1987年（昭和62年）4月1日：國鐵分割民營化，東海道本線（山手線、京濱東北線）由JR東日本繼承。
- 1988年（昭和63年）3月13日：京濱東北線快速班次開始運行，該線午間時段不停本站。
- 1989年（平成元年）7月：單軌電車濱松町站在月台設置冷氣[11]。
- 1990年（平成2年）5月21日：啟用營業里程，東海道貨物線將本站劃入路線內。
- 1996年（平成8年）7月18日：單軌電車濱松町站開設南口[12]。
- 1998年（平成10年）
  - 1月30日：因應都營地下鐵大江戶線工程，東海道貨物線濱松町－東京貨運站間（通稱「大汐線」）停駛。
  - 11月15日：單軌電車濱松町站3樓開設MCAT（單軌電車城市航空總站）[13]。
- 2000年（平成12年）12月12日：都營地下鐵大江戶線大門站開業。
- 2001年（平成13年）11月18日：JR東日本啟用IC卡「Suica」。
- 2002年（平成14年）
  - 4月21日：東京單軌電車啟用IC卡「Suica」[14]。
  - 7月14日：改點，本站成為京濱東北線快速電車停靠站[14][15]。改善車站設備。
- 2003年（平成15年）7月19日：JR與東京單軌電車新設聯絡通道[16]。
- 2008年（平成20年）11月27日：MCAT閉店[17]。
- 2012年（平成24年）10月31日：VIEW PLAZA（日语：びゅうプラザ）閉店。

## 構造

### JR東日本
本站為島式月台2面4線地面車站。
出入口分為新橋側地面的北口、月台中段階梯、電扶梯、電梯往上的中央口、經由同付費區往東芝大廈與日之出棧橋方向與金杉橋方向的南口，共三處。中央口與南口是在月台上層的跨站式站房，從檢票口可經世界貿易中心大廈連絡通道與其北側通道通往東京單軌電車車站。
2002年，JR東日本收購東京單軌電車，進行付費區改建工程、增設電扶梯、新設電梯、新設與東京單軌電車車站直通的連絡通道與出口專用檢票口，使兩方的轉乘更為便利。
山手線外回、京濱東北線南向月台（3、4號線月台）的田町側有座「尿尿小童」銅像，會隨著季節更換衣裝。

#### 月台配置

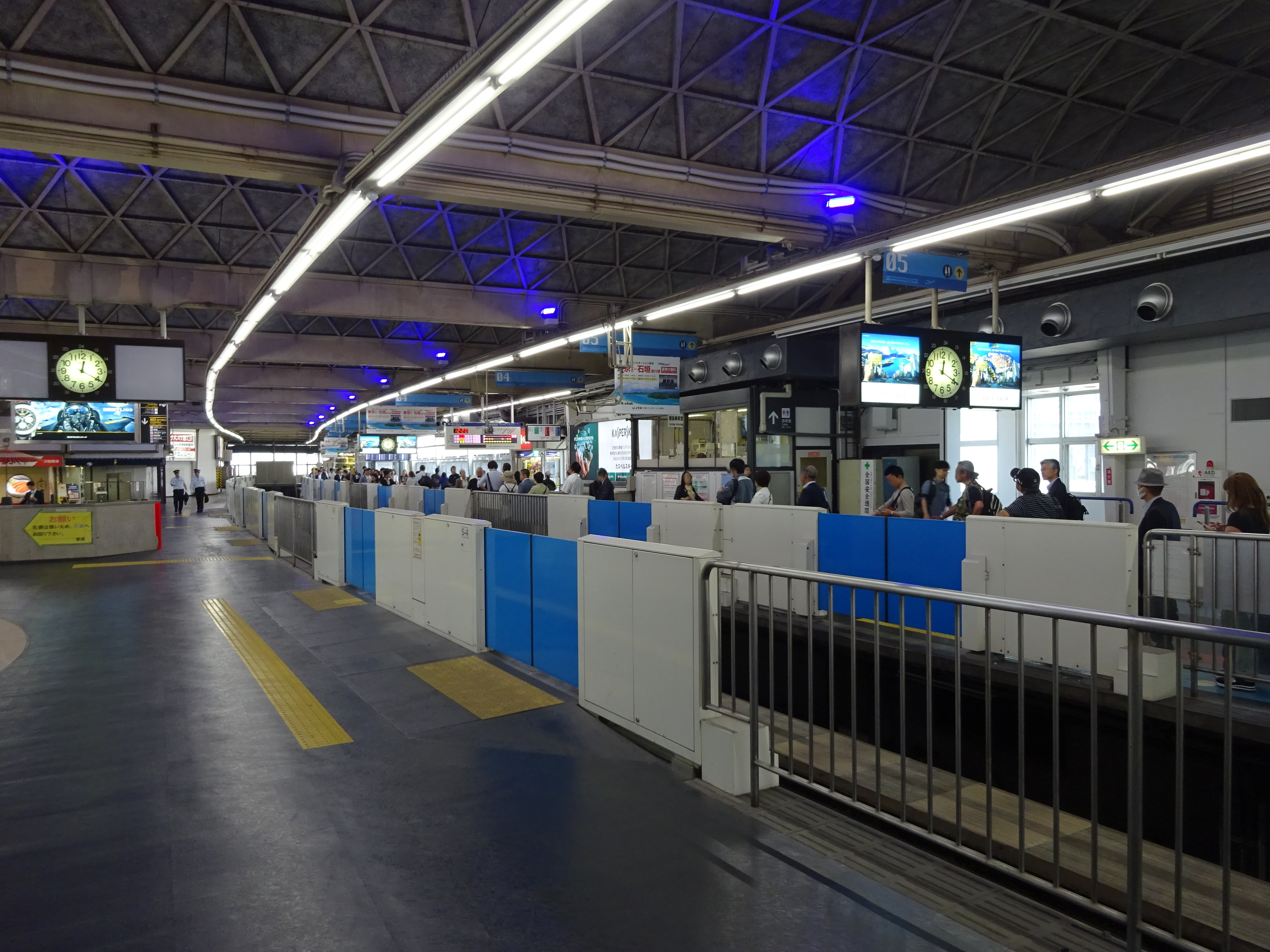
月台（2016年6月4日）
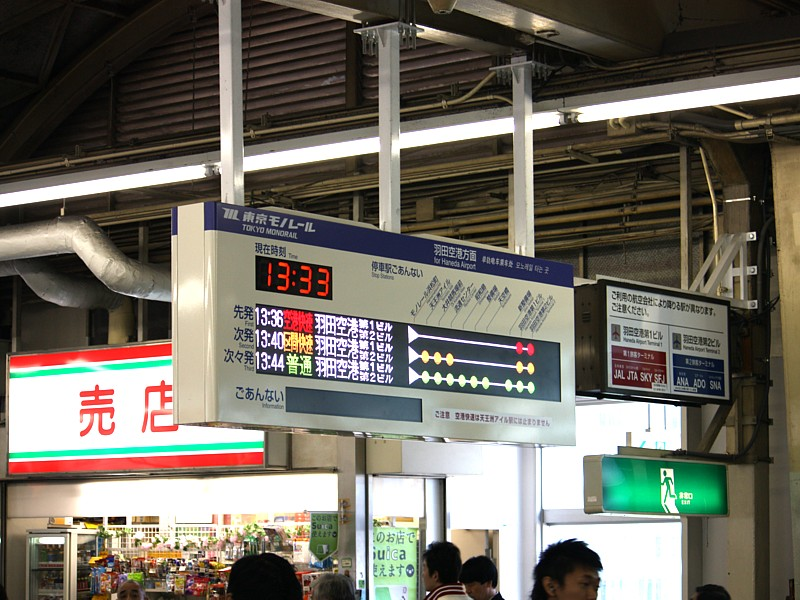
月台班次顯示牌

| 月台 | 路線       | 方向 | 目的地                     |
| ---- | ---------- | ---- | -------------------------- |
| 1    | 京濱東北線 | 北行 | 新橋、東京、上野、大宮方向 |
| 2    | 山手線     | 內環 | 新橋、東京、上野、池袋方向 |
| 3    | 山手線     | 外環 | 品川、澀谷、新宿方向       |
| 4    | 京濱東北線 | 南行 | 品川、橫濱、大船方向       |

（來源：JR東日本:車站構內圖 （页面存档备份，存于））

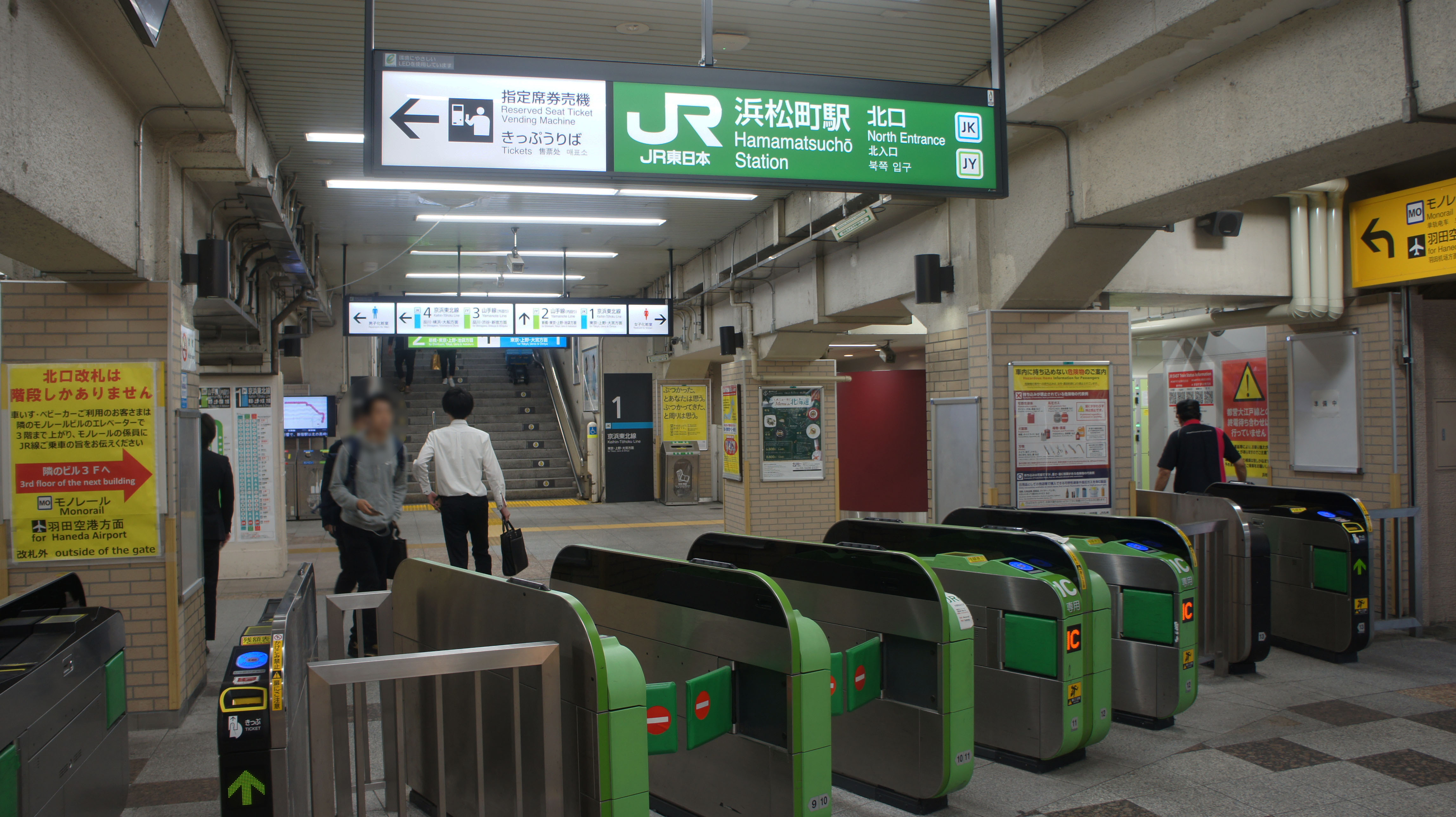
北口閘口（2019年6月）
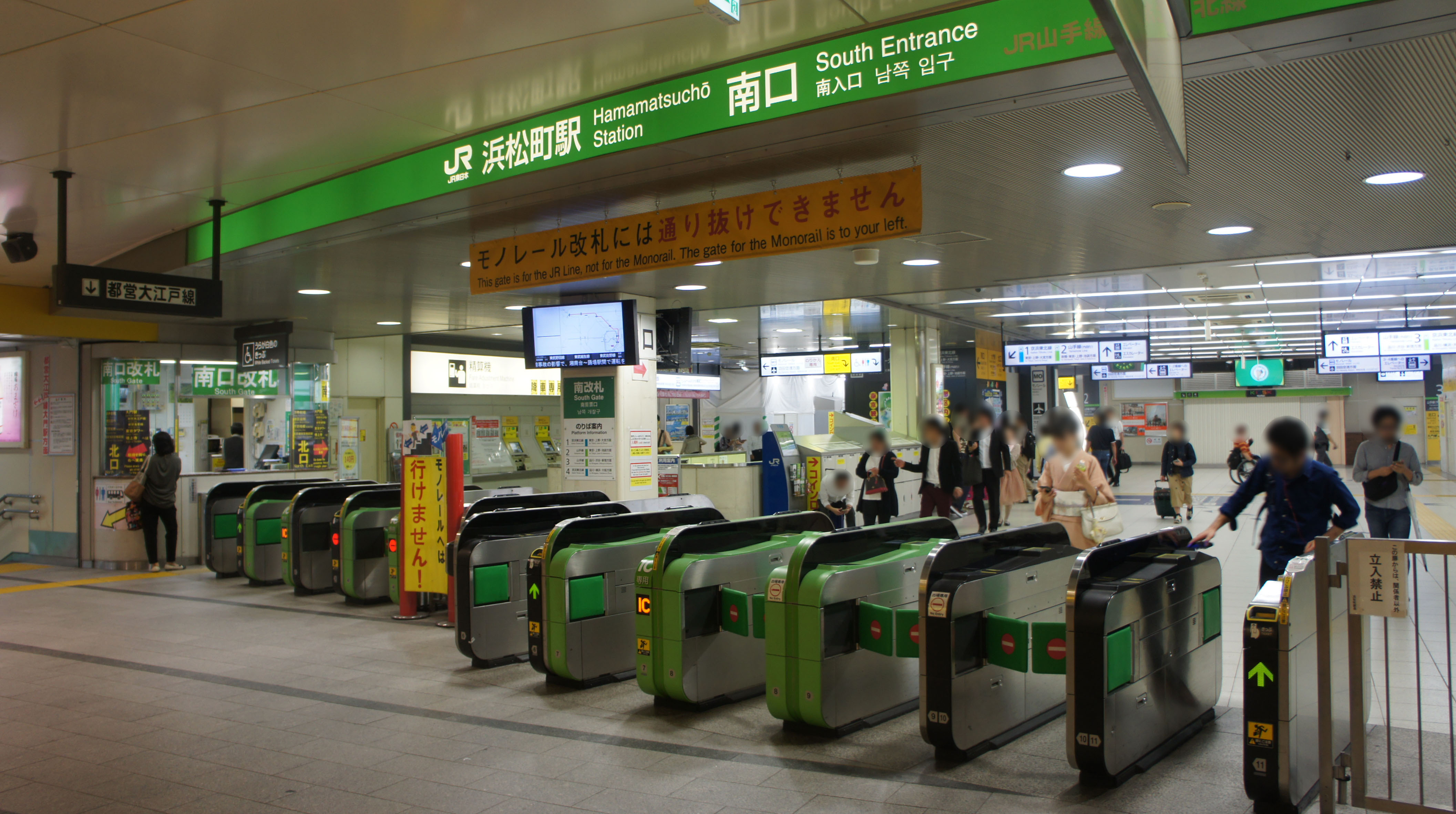
南口閘口（2019年6月）
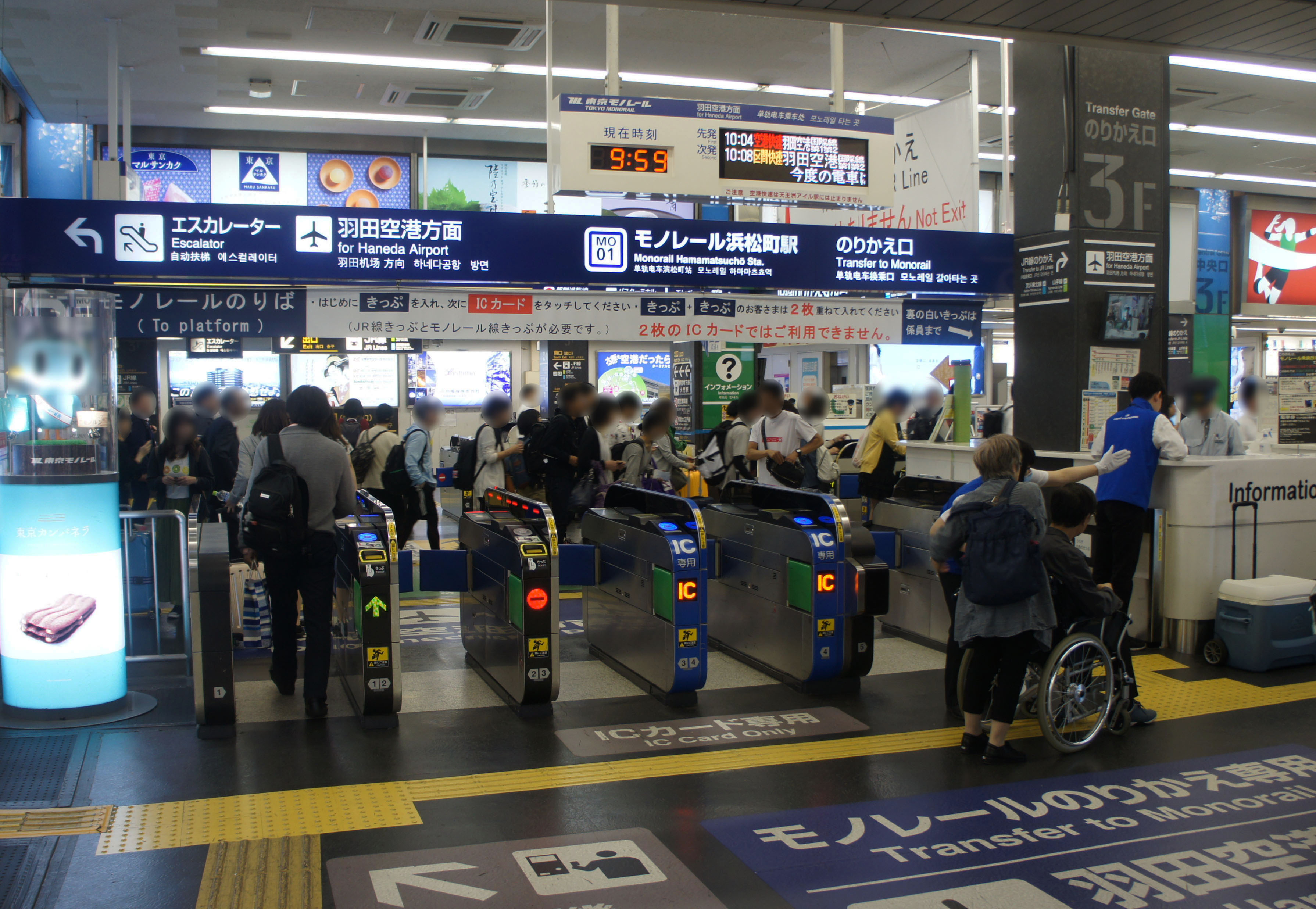
JR、東京單軌電車聯絡閘口（2019年6月）
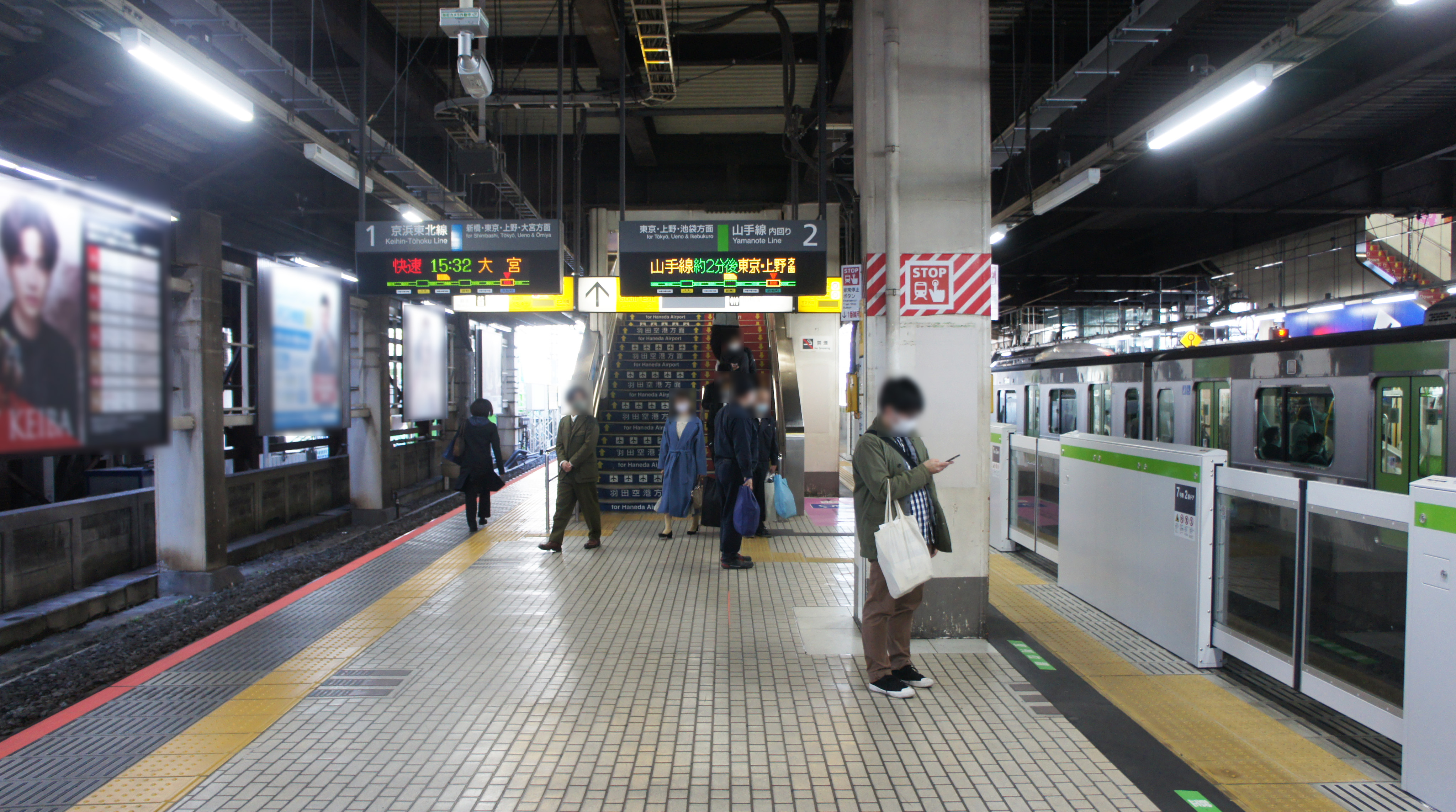
1、2號月台（2021年4月）
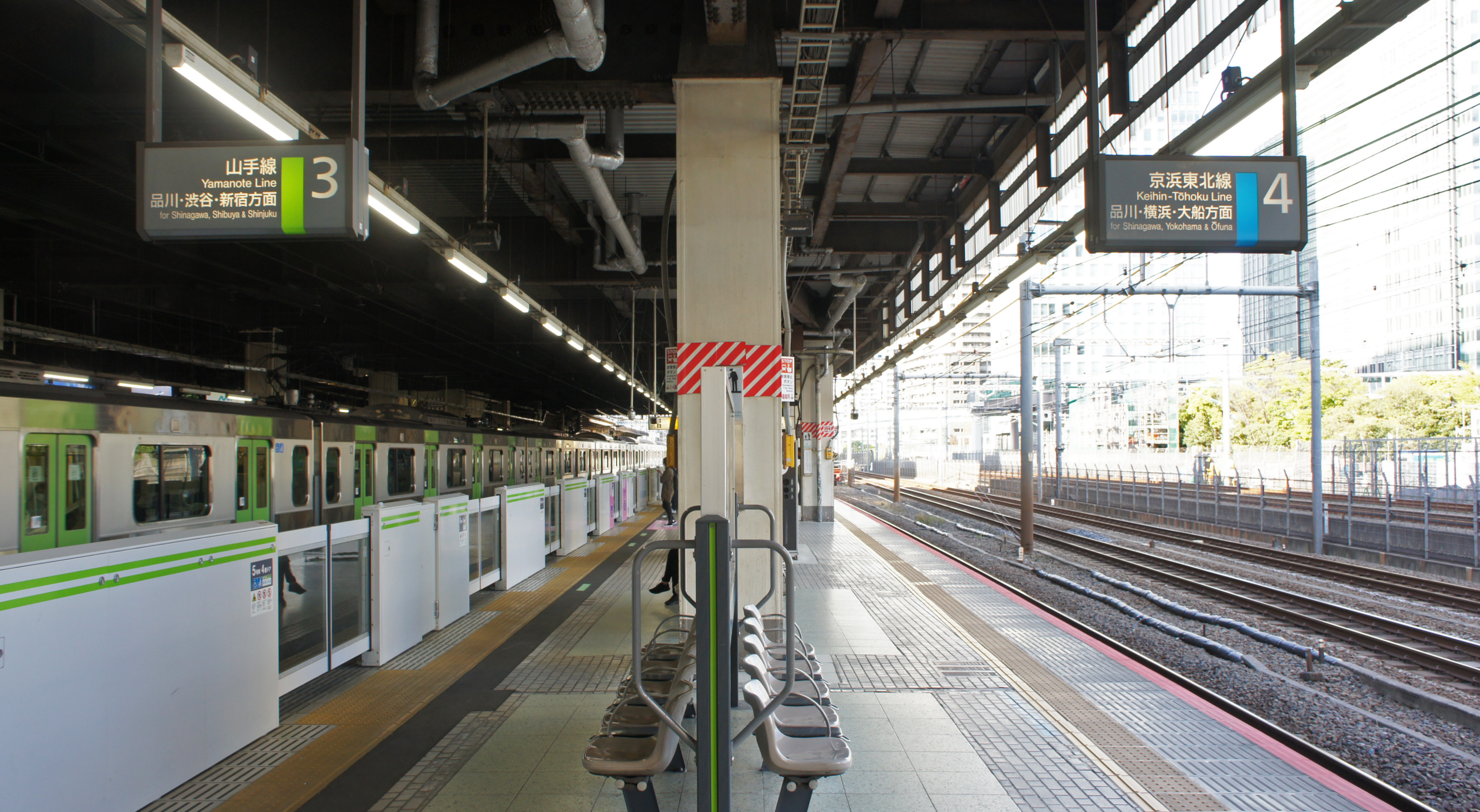
3、4號月台（2021年4月）

### 東京單軌電車
位於世界貿易中心大廈旁，月台為2面1線的港灣式月台設計。2面月台分別為上車用月台與下車用月台。但因為在停靠的列車未開出前，其他列車不能駛進，故一直未能增加班次。
東京單軌電車的正式車站名稱為「單軌電車濱松町」，但車站與列車內的自動廣播、目的地表示、列車資訊顯示器等都省略為「濱松町」，其他旅客資訊也可見到「單軌電車濱松町」與「濱松町」混用的情形。
出入口有開業時設置的中央口，與1990年代後半在天王洲島側設置的南口。中央檢票口設有定期券售票處。
電梯分別連通於下車月台 - 中央檢票口間、下車月台 - 南檢票口間、東京單軌電車本社1樓 - 3樓間、中央檢票口與1樓間。下車月台 - 中央檢票口間為單行道。原先站內已有許多電扶梯，在JR東日本收購東京單軌電車後於3樓與JR付費區間再新設兩座電扶梯，配合前述的電梯與京濱東北線快速班次，可順利的消化羽田機場乘客。過去本站曾設有MCAT（單軌電車城市航空總站），但已於2010年9月30日結束營業。原址之後被改建為中央檢票口 - 乘車月台間的電梯與花旗銀行出張所（2012年12月28日結束營業）。花旗銀行出張所用地在2013年6月7日開設保險代理店保險窗口。
2009年6月，東京單軌電車向國土交通省提出計畫，將本站擴建為兩面月台兩條軌道（複線）。東日本旅客鐵道（JR東日本）也在定期記者會中表示，將進行濱松町站西口周邊開發，與JR、單軌電車車站整體改建。單軌電車延伸東京站的構想則因工期、成本問題，目前難以實行。

#### 月台配置
| 月台 | 路線       | 方向 | 目的地                                                                  |
| ---- | ---------- | ---- | ----------------------------------------------------------------------- |
| 東側 | 羽田機場線 | 下行 | 天王洲Isle、羽田機場第3航站樓、羽田機場第1航站樓、羽田機場第2航站樓方向 |
| 西側 | 羽田機場線 | 上行 | 下車月台                                                                |

- 月台（2016年6月4日）
- 月台班次顯示牌

## 利用狀況
- JR東日本 - 2019年度的1日平均上車人次為163,644人[利用客数 1]。
JR東日本車站當中次於立川站，排行第17位。
- 東京單軌電車 - 2019年度的1日平均上下車人次為117,370人[利用客数 2]。
該公司車站當中排行第1位。年末年始（日语：年末年始）、黃金周、盂蘭盆節等大型連休期間，東京單軌電車的使用人數都會增加。

### 各年度1日平均上下車人次
各年度1日平均上下車人次如下表（JR除外）。
| 年度               | 東京單軌電車       | 東京單軌電車 |
| 年度               | 1日平均 上下車人次 | 增長率       |
| ------------------ | ------------------ | ------------ |
| 2004年（平成16年） | 113,888            |              |
| 2005年（平成17年） | 111,079            | −2.5%        |
| 2006年（平成18年） | 113,259            | 2.0%         |
| 2007年（平成19年） | 116,536            | 2.9%         |
| 2008年（平成20年） | 113,681            | −2.4%        |
| 2009年（平成21年） | 109,098            | −4.0%        |
| 2010年（平成22年） | 108,918            | 0.2%         |
| 2011年（平成23年） | 105,126            | −3.5%        |
| 2012年（平成24年） | 107,992            | 2.7%         |
| 2013年（平成25年） | 108,134            | 0.1%         |
| 2014年（平成26年） | 107,380            | −0.6%        |
| 2015年（平成27年） | 107,380            | 0.0%         |
| 2016年（平成28年） | 108,414            | 1.0%         |
| 2017年（平成29年） | 114,939            | 6.0%         |
| 2018年（平成30年） | 117,814            | 2.5%         |
| 2019年（令和元年） | 117,370            | −0.4%        |

|}

### 各年度1日平均上車人次（1900年代－1930年代）
各年度1日平均上車人次如下表。
| 年度               | 日本鐵道 / 國鐵 | 來源              |
| ------------------ | --------------- | ----------------- |
| 1909年（明治42年） | 155             | [ 東京府統計 1 ]  |
| 1911年（明治44年） | 422             | [ 東京府統計 2 ]  |
| 1912年（大正元年） | 470             | [ 東京府統計 3 ]  |
| 1913年（大正02年） | 487             | [ 東京府統計 4 ]  |
| 1914年（大正03年） | 473             | [ 東京府統計 5 ]  |
| 1915年（大正04年） | 515             | [ 東京府統計 6 ]  |
| 1916年（大正05年） | 805             | [ 東京府統計 7 ]  |
| 1919年（大正08年） | 1,521           | [ 東京府統計 8 ]  |
| 1920年（大正09年） | 2,265           | [ 東京府統計 9 ]  |
| 1922年（大正11年） | 3,615           | [ 東京府統計 10 ] |
| 1923年（大正12年） | 4,147           | [ 東京府統計 11 ] |
| 1924年（大正13年） | 4,941           | [ 東京府統計 12 ] |
| 1925年（大正14年） | 6,025           | [ 東京府統計 13 ] |
| 1926年（昭和元年） | 7,200           | [ 東京府統計 14 ] |
| 1927年（昭和02年） | 8,576           | [ 東京府統計 15 ] |
| 1928年（昭和03年） | 10,078          | [ 東京府統計 16 ] |
| 1929年（昭和04年） | 9,753           | [ 東京府統計 17 ] |
| 1930年（昭和05年） | 7,756           | [ 東京府統計 18 ] |
| 1931年（昭和06年） | 7,665           | [ 東京府統計 19 ] |
| 1932年（昭和07年） | 7,547           | [ 東京府統計 20 ] |
| 1933年（昭和08年） | 8,012           | [ 東京府統計 21 ] |
| 1934年（昭和09年） | 8,083           | [ 東京府統計 22 ] |
| 1935年（昭和10年） | 8,635           | [ 東京府統計 23 ] |

### 各年度1日平均上車人次（1953年－2000年）
| 年度               | 國鐵 / JR東日本 | 東京 單軌電車 | 來源              |
| ------------------ | --------------- | ------------- | ----------------- |
| 1953年（昭和28年） | 23,859          | 未開業        | [ 東京都統計 1 ]  |
| 1954年（昭和29年） | 24,696          | 未開業        | [ 東京都統計 2 ]  |
| 1955年（昭和30年） | 23,668          | 未開業        | [ 東京都統計 3 ]  |
| 1956年（昭和31年） | 25,518          | 未開業        | [ 東京都統計 4 ]  |
| 1957年（昭和32年） | 26,732          | 未開業        | [ 東京都統計 5 ]  |
| 1958年（昭和33年） | 29,197          | 未開業        | [ 東京都統計 6 ]  |
| 1959年（昭和34年） | 33,464          | 未開業        | [ 東京都統計 7 ]  |
| 1960年（昭和35年） | 35,119          | 未開業        | [ 東京都統計 8 ]  |
| 1961年（昭和36年） | 36,958          | 未開業        | [ 東京都統計 9 ]  |
| 1962年（昭和37年） | 38,836          | 未開業        | [ 東京都統計 10 ] |
| 1963年（昭和38年） | 41,369          | 未開業        | [ 東京都統計 11 ] |
| 1964年（昭和39年） | 46,219          | 6,462         | [ 東京都統計 12 ] |
| 1965年（昭和40年） | 46,769          | 3,845         | [ 東京都統計 13 ] |
| 1966年（昭和41年） | 45,686          | 4,558         | [ 東京都統計 14 ] |
| 1967年（昭和42年） | 45,795          | 8,749         | [ 東京都統計 15 ] |
| 1968年（昭和43年） | 47,554          | 11,194        | [ 東京都統計 16 ] |
| 1969年（昭和44年） | 47,170          |               | [ 東京都統計 17 ] |
| 1970年（昭和45年） | 54,022          | 20,838        | [ 東京都統計 18 ] |
| 1971年（昭和46年） | 58,161          | 23,680        | [ 東京都統計 19 ] |
| 1972年（昭和47年） | 60,723          | 27,778        | [ 東京都統計 20 ] |
| 1973年（昭和48年） | 63,222          | 32,438        | [ 東京都統計 21 ] |
| 1974年（昭和49年） | 66,611          | 35,370        | [ 東京都統計 22 ] |
| 1975年（昭和50年） | 65,997          | 36,473        | [ 東京都統計 23 ] |
| 1976年（昭和51年） | 67,290          | 39,132        | [ 東京都統計 24 ] |
| 1977年（昭和52年） | 67,819          | 41,877        | [ 東京都統計 25 ] |
| 1978年（昭和53年） | 67,216          | 34,745        | [ 東京都統計 26 ] |
| 1979年（昭和54年） | 69,317          | 35,142        | [ 東京都統計 27 ] |
| 1980年（昭和55年） | 69,044          | 35,458        | [ 東京都統計 28 ] |
| 1981年（昭和56年） | 72,126          | 37,490        | [ 東京都統計 29 ] |
| 1982年（昭和57年） | 75,658          | 37,992        | [ 東京都統計 30 ] |
| 1983年（昭和58年） | 79,057          | 38,913        | [ 東京都統計 31 ] |
| 1984年（昭和59年） | 104,707         | 43,310        | [ 東京都統計 32 ] |
| 1985年（昭和60年） | 107,466         | 44,671        | [ 東京都統計 33 ] |
| 1986年（昭和61年） | 109,315         | 47,238        | [ 東京都統計 34 ] |
| 1987年（昭和62年） | 115,899         | 49,257        | [ 東京都統計 35 ] |
| 1988年（昭和63年） | 122,548         | 52,438        | [ 東京都統計 36 ] |
| 1989年（平成元年） | 128,912         | 58,167        | [ 東京都統計 37 ] |
| 1990年（平成02年） | 139,241         | 62,627        | [ 東京都統計 38 ] |
| 1991年（平成03年） | 151,224         | 66,227        | [ 東京都統計 39 ] |
| 1992年（平成04年） | 157,690         | 71,129        | [ 東京都統計 40 ] |
| 1993年（平成05年） | 159,153         | 73,866        | [ 東京都統計 41 ] |
| 1994年（平成06年） | 156,682         | 73,688        | [ 東京都統計 42 ] |
| 1995年（平成07年） | 158,967         | 73,481        | [ 東京都統計 43 ] |
| 1996年（平成08年） | 162,778         | 76,685        | [ 東京都統計 44 ] |
| 1997年（平成09年） | 163,890         | 76,685        | [ 東京都統計 45 ] |
| 1998年（平成10年） | 161,953         | 76,767        | [ 東京都統計 46 ] |
| 1999年（平成11年） | 156,886         | 69,989        | [ 東京都統計 47 ] |
| 2000年（平成12年） | 152,620         | 66,959        | [ 東京都統計 48 ] |

### 各年度1日平均上車人次（2001年以後）
| 年度               | JR東日本 | 東京 單軌電車 | 來源              |
| ------------------ | -------- | ------------- | ----------------- |
| 2001年（平成13年） | 149,246  | 64,418        | [ 東京都統計 49 ] |
| 2002年（平成14年） | 148,144  | 62,597        | [ 東京都統計 50 ] |
| 2003年（平成15年） | 142,956  | 58,626        | [ 東京都統計 51 ] |
| 2004年（平成16年） | 141,430  | 58,745        | [ 東京都統計 52 ] |
| 2005年（平成17年） | 144,085  | 57,200        | [ 東京都統計 53 ] |
| 2006年（平成18年） | 147,355  | 58,126        | [ 東京都統計 54 ] |
| 2007年（平成19年） | 153,496  | 59,697        | [ 東京都統計 55 ] |
| 2008年（平成20年） | 158,700  | 58,060        | [ 東京都統計 56 ] |
| 2009年（平成21年） | 155,145  | 55,367        | [ 東京都統計 57 ] |
| 2010年（平成22年） | 153,594  | 55,348        | [ 東京都統計 58 ] |
| 2011年（平成23年） | 151,480  | 53,358        | [ 東京都統計 59 ] |
| 2012年（平成24年） | 153,104  | 54,715        | [ 東京都統計 60 ] |
| 2013年（平成25年） | 155,784  | 54,436        | [ 東京都統計 61 ] |
| 2014年（平成26年） | 152,910  | 53,997        | [ 東京都統計 62 ] |
| 2015年（平成27年） | 155,334  | 53,538        | [ 東京都統計 63 ] |
| 2016年（平成28年） | 155,294  | 54,351        | [ 東京都統計 64 ] |
| 2017年（平成29年） | 158,368  | 57,510        | [ 東京都統計 65 ] |
| 2018年（平成30年） | 162,143  | 58,173        | [ 東京都統計 66 ] |
| 2019年（令和元年） | 163,644  |               |                   |

備註
1. ↑  1909年12月16日開業。開業日起至1910年3月31日合計106日之間的集計資料。
2. ↑  1964年9月17日開業。開業日起至1996年3月31日合計196日間的集計資料。

## 周邊

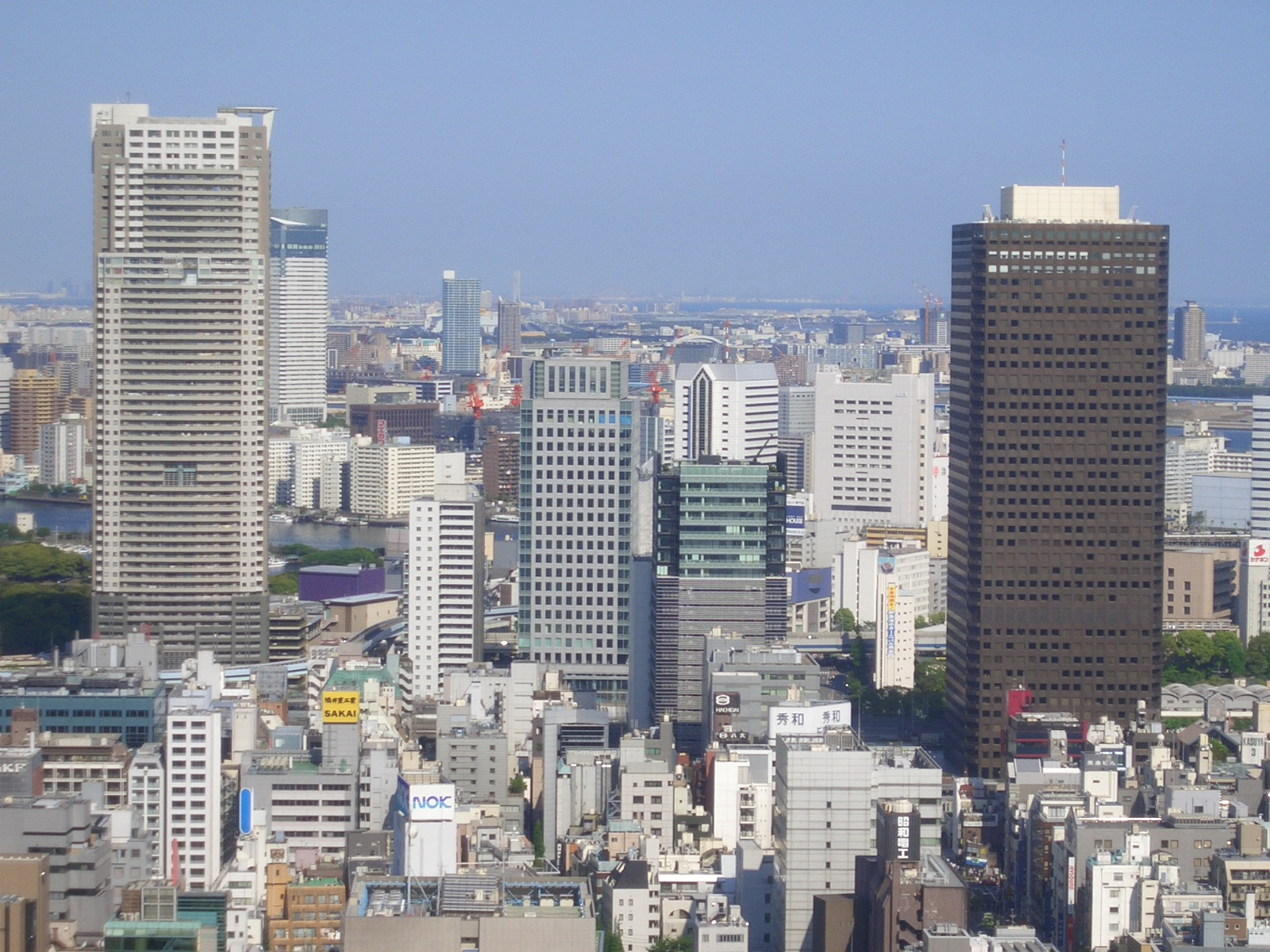
北口周邊。世界貿易中心（茶褐色大樓）後方為JR線月台（2006年5月25日）

車站周邊是大企業與中小企業辦公室聚集的都內知名辦公商區。車站西側為世界貿易中心大廈，東側為舊芝離宮恩賜庭園。北口是汐留SIO SITE南邊的玄關口，在大型辦公大樓如汐留芝離宮大廈、汐留大廈完成後，使用人數逐漸增加。
由於鄰近東京都交通局（都營地下鐵）的大門站，大江戶線車站的副站名為「濱松町」（建設時的臨時站名也是「濱松町」）。
JR線只有大江戶線的轉乘資訊。轉乘淺草線時在鄰站新橋轉乘較為便利。
另外，本站步行還可至往伊豆諸島與小笠原諸島的定期船碼頭竹芝棧橋、水上巴士與海上巴士碼頭日之出棧橋、東京鐵塔、芝公園、增上寺、港區役所等。
- 世界貿易中心大廈
  - KYB本社
  - 歐力士東京本社
  - 富士通東京辦公室
  - 世界貿易中心內郵便局
  - 瑞穗銀行濱松町支店
  - 三井住友銀行濱松町支店
- 日本生命濱松町Crea Tower
  - 日本生命保險
  - 日本資生堂
  - IRIS OHYAMA（日语：アイリスオーヤマ）東京本部（2018年11月）
  - 希諾建集團（日语：シノケングループ）東京本社（2018年11月）
  - 朝日放送集團控股東京辦公室
    - 朝日放送電視台東京支社
    - sky-A（日语：スカイ・エー）東京支社
    - ABC Frontier Holdings
      - ABC Animation（日语：ABCアニメーション）
      - ABC International
      - ABC Rights

    - ABC開發東京支社
- 港濱松町郵便局
- 芝公園郵便局
- 芝大神宮
- 東京瓦斯本社
- 濱松町大廈（日语：浜松町ビルディング）
  - 東芝本社
  - 科斯莫石油本社
  - 東芝大廈內郵便局
- Seavans（日语：シーバンス）
  - Seavans N館內郵便局
  - 精工
  - 清水建設
  - 宇部興產
  - 夏普東京支社
- JR東日本藝術中心四季劇場［春］（日语：JR東日本アートセンター四季劇場［春］）、［秋］（日语：JR東日本アートセンター四季劇場［秋］）、自由劇場（日语：JR東日本アートセンター自由劇場）
- 文化放送media plus（日语：文化放送メディアプラス）
  - 文化放送
- 濱松町廣場（日语：浜松町スクエア）
- 汐留芝離宮大廈（日语：汐留芝離宮ビルディング）
  - T&D保險集團
- 汐留大廈（日语：汐留ビルディング）
  - NTT Communications（日语：NTTコミュニケーションズ）
  - Hamasite Gourmet（日语：ハマサイト・グルメ）
- New Pier竹芝
  - 港竹芝郵便局
  - 酒店海岸竹芝（濱松町）（日语：ホテルアジュール竹芝）
  - 東京灣洲際酒店（日语：ホテルインターコンチネンタル東京ベイ）
- 舊芝離宮恩賜庭園
- 東京都立芝商業高等學校（日语：東京都立芝商業高等学校）
- 東京都立產業貿易中心濱松町館（日语：東京都立産業貿易センター）
- 大門站（都營地下鐵淺草線、大江戶線） - 可透過世界貿易中心大廈連絡通道轉乘。
- 竹芝站（百合鷗號） - 北口往東步行10分

### 巴士
巴士站有站前通的濱松町站前與世界貿易中心大廈內的濱松町巴士總站。
濱松町站前
東京都交通局運行。
- 濱95：往品川站港南口（經田町站東口、高濱橋）、往東京鐵塔

濱松町巴士總站

## 整備計畫
濱松町站周邊被定為都市再生緊急整備地域、國土交通省、東京都、港區、JR東日本、東京單軌鐵路5者合作在濱松町周辺地區進行交通施設整備計劃。
2008年完工的汐留再開發令乘降客增加。
2012年10月，發表本站周邊的交通設施整備計畫概要，除了大幅拓寬付費區，2014年度將進行世界貿易中心大廈整修，2024年度完工。2013年2月的JR東日本定期記者會，宣布將進行JR、單軌電車車站整修工程。

## 相鄰車站
東日本旅客鐵道
 京濱東北線
■快速（此站起往橫濱方向各站停車）
東京（JK 26）－濱松町（JK 23）－田町（JK 22）
■各站停車
新橋（JK 24）－濱松町（JK 23）－田町（JK 22）
 山手線
新橋（JY 29）－濱松町（JY 28）－田町（JY 27）
東海道本線貨物支線（東海道貨物線）
濱松町－東京貨運站
 東京單軌電車
 東京單軌電車羽田機場線
■機場快速
單軌電車濱松町（MO 01）－羽田機場第3航站樓（MO 08）
■機場快速（部分臨時列車）、■區間快速、■普通（區間快速至流通中心為止各站停車）
單軌電車濱松町（MO 01）－天王洲Isle（MO 02）

## 延伸閱讀
- 初版. JTB. 1998-10-01.
- 交通博物館 (编).  初版. 河出書房新社. 2006-02-28. ISBN 4-309-76075-9.
- 島秀雄 (编). . 鹿島出版会. 1990-06-20. ISBN 4-306-09313-1.
- 東京モノレール株式会社社史編纂委員会. . 東京モノレール株式会社. 2014-09: 9.

## 外部連結
- 車站資訊（濱松町）：東日本旅客鐵道（日語）
- 單軌電車濱松町站 （页面存档备份，存于） - 東京單軌電車（日語）